# 404
Évszázadok: 4. század – 5. század – 6. század
Évtizedek: 350-es évek – 360-as évek – 370-es évek – 380-as évek – 390-es évek – 400-as évek – 410-es évek – 420-as évek – 430-as évek – 440-es évek – 450-es évek
Évek: 399 – 400 – 401 – 402 –  403 – 404 – 405 – 406 – 407 – 408 – 409

## Események

### Nyugat- és Keletrómai Birodalom
- Honorius császárt (nyugaton) és Aristaenetust (keleten) választják consulnak.
- Január 1.: az utolsó ismert gladiátorviadal Rómában: amikor Telemachus szerzetes megpróbálja leállítani a harcot, a tömeg meglincseli. Honorius császár betiltja a gladiátorviadalokat.
- Az utolsó ismert diadalmenet Rómában: Honorius felvonulást tart Alarik vizigót király legyőzésének örömére.
- A konstantinápolyi nagy templom mellett felállítják Aelia Eudoxia császárné ezüstszobrát. Aranyszájú Szt. János pátriárka erős szavakkal kritizálja a szerinte pogány szokást, mire a császárné a Kaukázusba száműzi a főpapot. Ennek hírére zavargások kezdődnek a városban, melyek során a templom leég (helyén épül majd fel a Hagia Sophia).
- János helyére a 80 éves Arszakioszt választják a pátriárkai székbe. A nép nem hajlandó a miséin rést venni, ehelyett a külvárosokban gyülekeznek. Arcadius császár katonasággal vereti szét a gyűléseket, sokakat letartóztatnak és megkínoznak; az Arszakioszt el nem ismerő papokat keletre száműzik. I. Innocentius pápa követeket küld János érdekében, de a követséget feltartóztatják. Mindezek ellenére Arszakiosz helyzete tarthatatlanná válik.
- Aelia Eudoxia hetedik terhessége vetéléssel végződik és a komplikációkba a császárné belehal.

### Kína
- Felkelés kezdődik a trónbitorló Huan Hszüan ellen, aki elmenekül, magával hurcolva a gyengeelméjű An császárt. Huan Hszüan hajóját elfogják a felkelők, őt magát pedig lefejezik; An visszakerül a Csin-dinasztia trónjára.

## Halálozások
- január 1. - Szent Telemachus
- október 6. – Aelia Eudoxia, keletrómai császárné
- Claudius Claudianus, római költő
- Szent Paula, keresztény aszkéta

## Fordítás
- Ez a szócikk részben vagy egészben  a(z)   404 című angol Wikipédia-szócikk ezen változatának fordításán alapul.  Az eredeti cikk szerkesztőit annak laptörténete sorolja fel. Ez a jelzés csupán a megfogalmazás eredetét és a szerzői jogokat jelzi, nem szolgál a cikkben szereplő információk forrásmegjelöléseként.